# Moskvič 426/427
Moskvič 426/427 (rusky Москвич-426/427) byly osobní automobily s karoserií kombi, produkované sovětskou automobilkou AZLK (Automobilový Závod Leninského Komsomolu) v letech 1967 až 1976.

## Historie a vývoj modelu

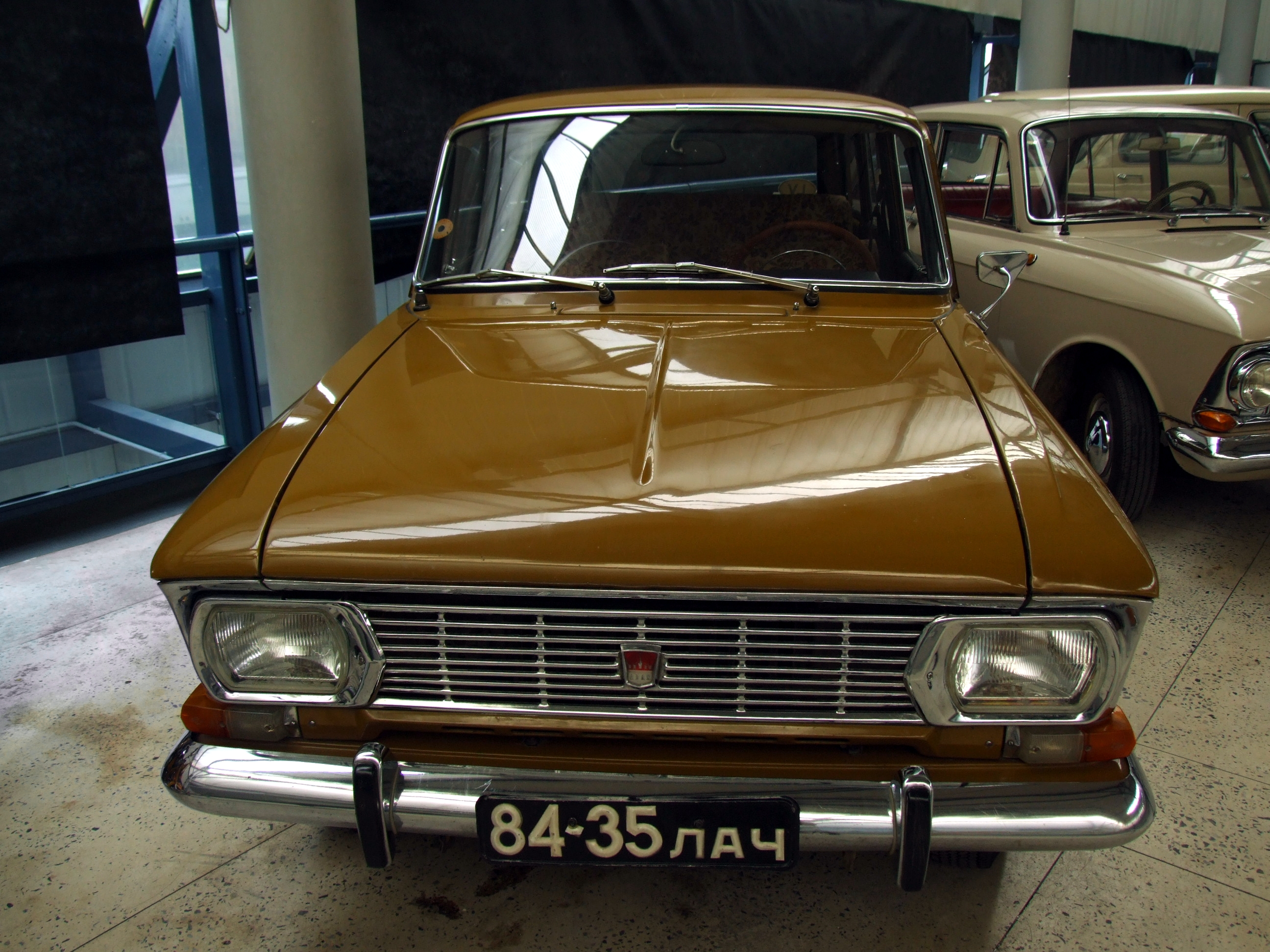
Moskvič 426 po modernizaci

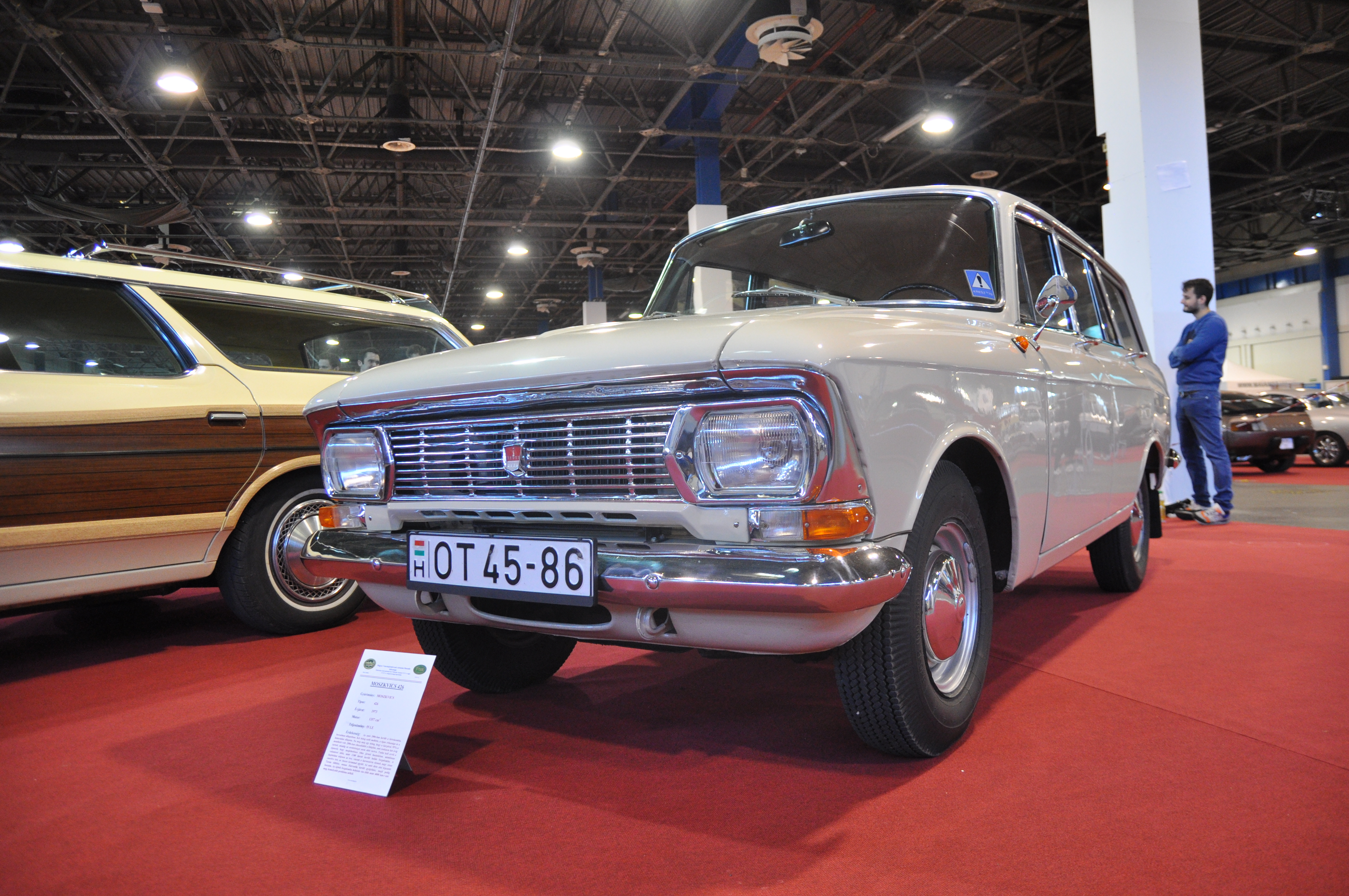
Moskvič 427

Automobil Moskvič 426 vznikl jako kombi odvozené od sedanu Moskvič 408. Ten v polovině šedesátých let 20. st. začal třetí generaci automobilů Moskvič. Nahradilo kombi Moskvič 423/424, odvozené od starší řady automobilů z padesátých let. Kombi 426 bylo připraveno souběžně se sedanem. Jeho produkce začala na jaře 1967, dva a půl roku po premiéře sedanu. Pohon Moskviče 426 zajišťoval zastaralý a slabý motor o objemu 1,4 litru (1358 cm3), který konstrukčně vycházel ještě z předválečné koncepce německého vozu Opel Kadett K38. Od roku 1968 bylo vyráběno kombi Moskvič 427, odvozené od sedanu Moskvič 412. Odlišovalo se hlavně novým motorem o objemu 1,5 litru s jedenapůlnásobným výkonem 
Obě verze motoru byly vyráběny současně. Přitom slabší, ale jednodušší verze objemu 1,4 l se ukázala vhodnější pro řídce osídlené oblasti s málo rozvinutou servisní sítí. Podobně jako sedany 408 a 412 se oba kombíky zvnějšku nelišily. Počáteční série měly dva, exportní verze čtyři kulaté světlomety. Oba kombíky byly postupně modernizovány souběžně se sedany. Automobily verze 426 měly řadicí páku na sloupku řízení (pod volantem) a 427 na podlaze.
Přestože se nelišily vnějším vzhledem, verze kombi měly dost odlišností od sedanů. Především měly tvrdší, širší a kratší zadní listové pružiny. Ty byly převzaté z předchozích kombi 423/424. Nosnost vozu byla stanovena na 250 kg. Přímý převod byl změněn na 4,55 místo 4,22. Tím automobily získaly na dynamice ve srovnání se sedany. Náhradní kolo bylo umístěno pod podlahou zavazadlového prostoru. To způsobovalo, že podlaha zavazadlového prostoru vycházela dost vysoko. Nalévací hrdlo palivové nádrže bylo umístěno v zadní stěně na levé straně, vedle dveří (symetricky k couvacímu světlu).
Od roku 1970 byly vyráběny automobily se změněnou přední částí, zatímco zadní část se nezměnila. Nejviditelnější změna byla náhrada kulatých světlometů hranatými z dovozu z NDR. V souladu s evropskými tendencemi v oblasti bezpečnosti mělo nové provedení vpředu deformační zóny. Sériově byly dodávány bezpečnostní pásy. V interiéru se také montovalo plastové obložení (z polyuretanové pěny) na kovové konstrukční díly. Od počátku výroby měly automobily zadní dveře dvoudílné, otevírané dolů i nahoru. Protože se to ukázalo nepraktické, od konce roku 1972 měly všechny vozy jednodílné zadní dveře otevírané nahoru. 
Některé modely byly označeny dodatkovým písmenem: E – exportní, IE – modernizovaný exportní, Ju – exportní pro oblasti s horkým klimatem, P – pro země s levostranným provozem (pravostranné řízení). Příbuzná užitková verze ke kombi 426/427 byly furgony 433/434.

## Produkce a prodej
Do zahájení produkce vozů VAZ 2102 v roce 1971 byly Moskviče 426/427 jedinými sovětskými vozy kombi, které byly dostupné soukromým uživatelům. Přestože o praktickou verzi kombi byl mezi lidmi velký zájem, většina vozů mířila do různých státních organizací a institucí. Velká část vozů byla exportována i do západní Evropy. Byl o ně větší zájem než o sedany. Zajímavostí je, že verzi s pravostranným řízením používalo v SSSR ministerstvo spojů pro pracovníky, kteří obsluhovali schránky na dopisy a telefonní budky. Nemuseli při zaparkování vystupovat do vozovky.
Ve verzi Moskvič 427 bylo vyrobeno v letech 1968-1976 celkem 32 849 vozů. 
Plánovala se produkce kombi Moskvič 427 také v podniku Ižmaš v Iževsku a v roce 1970 tam skutečně byla smontována malá série, ale skutečná výroba se nerozběhla.

## Technické charakteristiky (Moskvič 427)
- Karoserie: samonosná, ocelová, pětidveřová, pětimístná
- Vnější rozměry (d × š × v): 4120/1550/1480 mm
- Rozvor: 2400 mm
- Rozchod kol (vpředu/vzadu): 1247/1237 mm
- Vlastní hmotnost: 1100 kg
- Celková hmotnost: 1500 kg
- Motor: benzínový, čtyřtaktní, čtyřválcový, řadový, OHC, kapalinou chlazený, umístěný podélně vpředu, pohání zadní kola
- Objem válců: 1478 cm3
- Převodovka: mechanická, čtyřstupňová, synchronizovaná, řadicí páka v podlaze
- Brzdy přední i zadní bubnové, kapalinové, ruční brzda mechanická, působí na zadní kola
- Pneumatiky 6,00 – 13
- Maximální rychlost: 140 km/h
- Spotřeba paliva: 8,8 l/100 km